# Vortice (film 1953)
Vortice è un film del 1953 diretto da Raffaello Matarazzo.

## Trama
Elena, dopo un appuntamento con il fidanzato Guido, torna a casa dove il padre ha appena tentato di suicidarsi con il gas. Al lavoro in banca, a causa di alcuni investimenti errati, ha perso un sacco di soldi. Così, Elena chiede consiglio all'industriale Luigi, che promette di coprire il debito del padre e salvare la sua onorabilità se lei accetta di sposarlo. Pur di non vedere il padre rovinato, la ragazza lascia il fidanzato senza alcuna spiegazione e sposa Luigi.
Nonostante la nascita di una figlia il matrimonio non è felice. Durante un viaggio tra Roma e Firenze, Luigi ha un incidente di auto e resta paralizzato. Il chirurgo che lo opera è proprio Guido, che ha quindi modo di ritrovare Elena ma i due rimangono alquanto distanti. Dopo aver saputo di essere rimasto paralizzato, Luigi rivela a Guido l'accordo preso con Elena e il dottore ripensa a tutto quello che è successo sotto un'altra ottica.

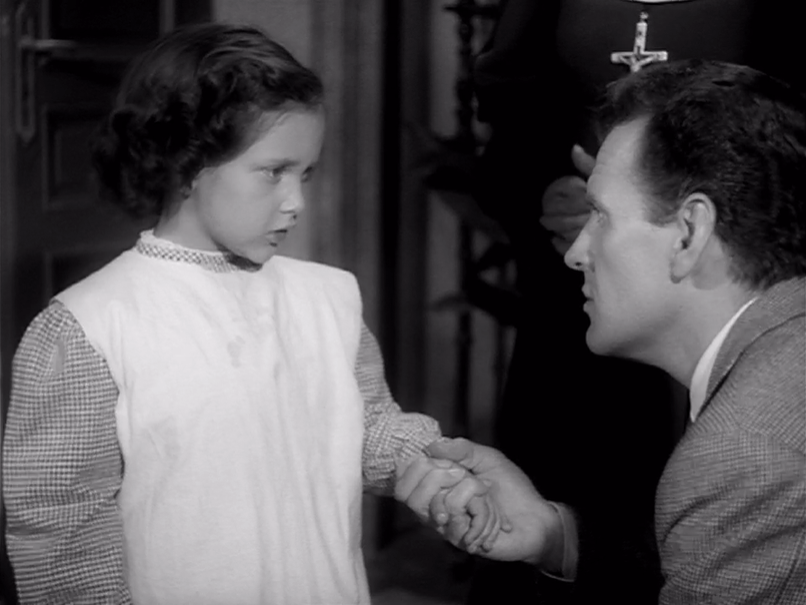
Una scena con Maria Grazia Sandri e Massimo Girotti

Nell'incidente era rimasta coinvolta anche Clara, una soubrette ex amante di Luigi che su suo consiglio non si era fatta trovare sul luogo dell'incidente ma che era rimasta sfigurata. Clara cerca di ottenere da Luigi i soldi necessari per l'operazione e per mantenere il suo segreto e per questo si affida ad un avvocato arrivista. Luigi non vuole cedere al ricatto di Clara ma al tempo stesso è sempre in lite con la moglie che invece si sta riappacificando con Guido, che però è indeciso se accettare la proposta di lavoro come primario a Caracas. Una sera, dopo una lite, Elena esce di casa ma incontra per caso Guido e trascorre con lui un paio di ore. Nel frattempo Clara è venuta a casa di Luigi per farsi dare i soldi. Lui le vuole dare solo un decimo della somma richiesta. La piccola Anna sente delle voci ma trova la porta chiusa. Il padre le dice di tornare a letto, non appena la madre finirà di parlare con lui andrà da lei a darle il bacio della buona notte.
Clara che ha visto la cassaforte piena di denaro dà una dose massiccia di sonnifero a Luigi e gli ruba tutto il denaro. Elena torna a casa dopo aver salutato Guido e trova il marito morto. Arriva la polizia che si concentra sulla dose eccessiva di barbiturici ingerita dall'uomo e sulle parole della bambina che parla di una lite tra i genitori. Elena finisce in carcere e la piccola in un orfanotrofio. Guido, che crede nell'innocenza della donna, decide con il suo avvocato di indagare da solo e per caso ritrova in ospedale Clara che tempo prima aveva chiesto informazioni su Luigi senza però voler farsi vedere dalla moglie.
La bambina si ammala gravemente perché le altre bambine la accusano di essere cattiva, dato che è stata lei a mandare in carcere la madre. Con tanta fatica le suore convincono il direttore del carcere a organizzare un incontro con la madre, unico rimedio per curare la piccina. Non volendosi più separare dalla figlia Elena minaccia di gettarsi con lei dalle scale ma per fortuna arriva Guido che le annuncia la confessione e l'arresto di Clara per l'omicidio di Luigi. La coppia può finalmente ricongiungersi e iniziare una nuova vita.

## Produzione
Il film è ascrivibile al filone dei melodrammi sentimentali strappalacrime (poi ribattezzato dalla critica con il termine neorealismo d'appendice), molto in voga in quel periodo tra il pubblico italiano. A differenza delle sue pellicole precedenti, questa volta Matarazzo (che di tale filone fu il regista più rappresentativo) non si affida alla sua abituale coppia feticcio, ovvero Amedeo Nazzari ed Yvonne Sanson, bensì a Massimo Girotti e Silvana Pampanini.

## Distribuzione
La pellicola venne distribuita nel circuito cinematografico italiano il 13 novembre del 1953.
Venne in seguito distribuito anche in Francia a partire dall'8 giugno del 1956 con il titolo Le Cyclone ed in seguito con i titoli Angoisse d'une mére e La Main du destin.

## Accoglienza
Il film fu uno dei maggiori successi commerciali dell'annata cinematografica 1953-1954; incassò infatti 725.755.000 lire dell'epoca, risultando il quinto maggior introito di quella stagione in Italia.